# Provinciale weg 256
De provinciale weg 256 (A256/N256) is een provinciale weg in de provincie Zeeland. De weg vormt een verbinding tussen de A58 bij knooppunt De Poel en de N59 bij Zierikzee en verbindt via de Zeelandbrug en Zandkreekdam de Zeeuwse eilanden Schouwen-Duiveland en Noord-Beveland met Zuid-Beveland.
Tussen knooppunt De Poel en 's-Heer Hendrikskinderen is de weg uitgevoerd als autosnelweg met een maximumsnelheid van 100 km/h. Het gedeelte tussen 's-Heer Hendrikskinderen en Zierikzee is grotendeels uitgevoerd als tweestrooks-gebiedsontsluitingsweg met een maximumsnelheid van 80 km/h. Bij de aansluiting op de N255 op Noord-Beveland is de weg over een korte lengte (~ 1000 meter) uitgevoerd als vierstrooksweg ook met 80 km/h.

## Externe link

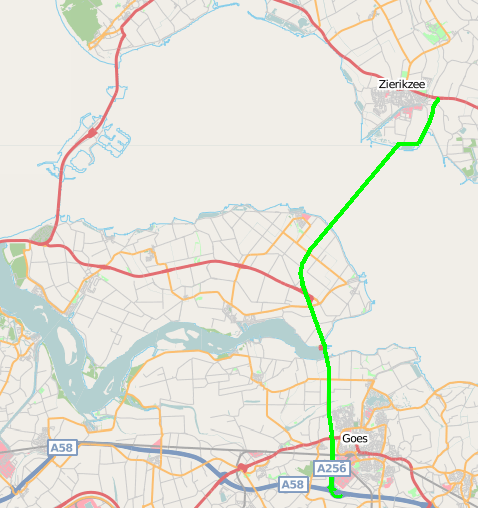
Detailkaart traject